# Kisangani
Kisangani (antes llamada en francés: Stanleyville, o en neerlandés: Stanleystad, en honor a Henry Morton Stanley) es una ciudad en la provincia de Tshopo de la República Democrática del Congo en África central. Era la capital de la antigua provincia Oriental.
Kisangani está situada donde el río Lualaba cambia de nombre a Congo, al norte de las cataratas Boyoma. Es el sitio más lejano al que se puede llegar en barco remontando el curso fluvial desde la capital Kinshasa. Las principales lenguas habladas son el francés, el suajili y el lingala. Su aeropuerto es el de Bangoka.

## Historia
Antes de que Henry Morton Stanley fundara en 1883 lo que se convirtió luego en la Estación de Stanley Falls, en la isla de Wana Rusari, en el Río Congo, el área estaba habitada por una tribu nativa llamada Los Clanes de Enya que utilizaban las cascadas Wagenia para pescar. La isla está localizada a pocos metros de la orilla del sitio de la ciudad actual, en el río Lualaba, cuyas 7 cascadas se extienden a lo largo de 100 km entre Kisangani y Ubundu. 
A unas 2100 km de la desembocadura del río Congo, en diciembre de 1883, Stanley fundó el primer puesto comercial de la zona. El asentamiento fue conocido como Estación Fall o simplemente Boyoma el nombre africano y después con la colonización belga de la zona, se convirtió en un asentamiento llamado Stanleyville. 
Dejó a un tal Binnie, un ingeniero y a un escocés, para que establecieran relaciones comerciales con los nativos y para que representaran al Estado Libre del Congo. El nombre "Kisangani" supuestamente fue utilizado por la gente local mientras tanto el nombre Stanleyville fue usado en francés (y Stanleystad en neerlandés). En suajili, el nombre Kisangani, es una representación de la palabra congoleña indígena Boyama, que significa la ciudad en la isla.
Poco después, traficantes de esclavos originarios de Zanzíbar, erróneamente llamados "árabes" por parte de los europeos (de hecho eran bantúes suajilis islámicos), alcanzaron las Cataratas Stanley. Las relaciones entre los representantes del Estado Libre del Congo y estos traficantes "árabes" se deterioraron, y la estación se abandonó tras unos enfrentamientos en 1887. En 1888, el Estado Libre del Congo restableció su soberanía y nombró a Tippu Tip, uno de los principales traficantes de esclavos de Zanzíbar, como gobernador del distrito.
El estado oficial de la ciudad fue alcanzado cincuenta años después de que la Estado Libre del Congo fue tomado por el Gobierno Bélgica, el 6 de septiembre de 1958. A fines de 1958, la ciudad se convirtió la fortaleza de Patrice Émery Lumumba, líder del Movimiento Nacional Congoleño (MNC). Después de su asesinato en 1961, Antoine Gizenga instaló la República Libre del Congo en Stanleyville, lo cual compitió con el gobierno central en Léopoldville (actual Kinshasa). Antes de que el país obtuviera su independencia en 1960, Kisangani era reconocido como la ciudad con mayor cantidad de Rolls-Royces per cápita del mundo.
En 1964 fue epicentro de la rebelión simba, una gran insurrección comunista que proclamó una república popular con capital en la ciudad, donde finalmente es sofocada por intervención belga con apoyo logístico de los Estados Unidos que actuaron oficialmente para rescatar a un millar de ciudadanos blancos que habían sido hechos rehenes.
Durante el gobierno de Mobutu Sese Seko, y dentro de la política de zairinización del país (que entre otras cosas cambió el nombre del Congo a Zaire) ordenó cambiar el nombre de la ciudad por el de Kisangani.
Durante la segunda guerra del Congo, Kisangani fue foco de las operaciones de las fuerzas rebeldes al entonces presidente Laurent-Désiré Kabila, y cayó en manos de las fuerzas unidas de las vecinas Ruanda y Uganda. En 1999, Kisangani fue el escenario de las primeras escaramuzas entre los dos aliados (en lo que se llamó la guerra de los 3 días, 15 al 17 de agosto de 1999), que siguieron al final de la coalición rebelde del Rassemblement congolais pour la Démocratie (RCD) en dos facciones con sede en Kisangani y en Goma. 
Los combates también afectó a las minas de diamantes situadas cerca de la ciudad. La ciudad se halla actualmente en el radio de influencia del grupo armado. Se perpetraron numerosas violaciones, matanzas y crímenes de guerra entre 1996 y 2003 por parte de las tropas de los generales rebeldes del RCD, en especial el general Nkundabatware.
En cumplimiento de las resoluciones del Consejo de Seguridad de las Naciones Unidas y del Acuerdo de Pretoria, en Kisangani actualmente se levanta una de las sedes principales de la MONUSCO.

## Cultura
La ciudad es un centro para producciones de televisión, radio, el teatro, las películas, multimedia y la publicación impresa. Las diversas comunidades culturales de la ciudad han creado una cultura local distinta. El encanto costero y la vida nocturna ha atraído tanto residentes como turistas. Como ciudad centroafricana, Kisangani comparte muchas características culturales con el resto del continente. Tiene una tradición de producir el jazz africano, nu-rumba, música folklórica, rumba y música ndombolo. 
La ciudad también ha producido muchos talentos en los campos de los artes visuales, el teatro, música y baile. Algunos de sus residentes culturales conocido incluye, Abeti Masikini, Anne-Sylvie Mouzon, Barley Baruti, Koffi Olomide y Moreno. Sin embargo, ser en la confluencia africana de las tradiciones del sur y del norte, oeste y este, Kisangani ha desarrollada un rostro cultural única y distinguida. Otra característica distintiva de la vida cultural de Kisangani se encuentra en la animación de su centro, particularmente en el verano. El festival más grande de la ciudad es el ´Festival Cultural del Cercle Boyoma´ el más grande en el mundo en su tipo. Otros festivales populares incluye, El festival jazz de Kisangani, El Festival de Cine, Nuits d´Afrique y El festival de Fuegos artificiales de Kisangani.

#### Entretenimiento y artes escénicas

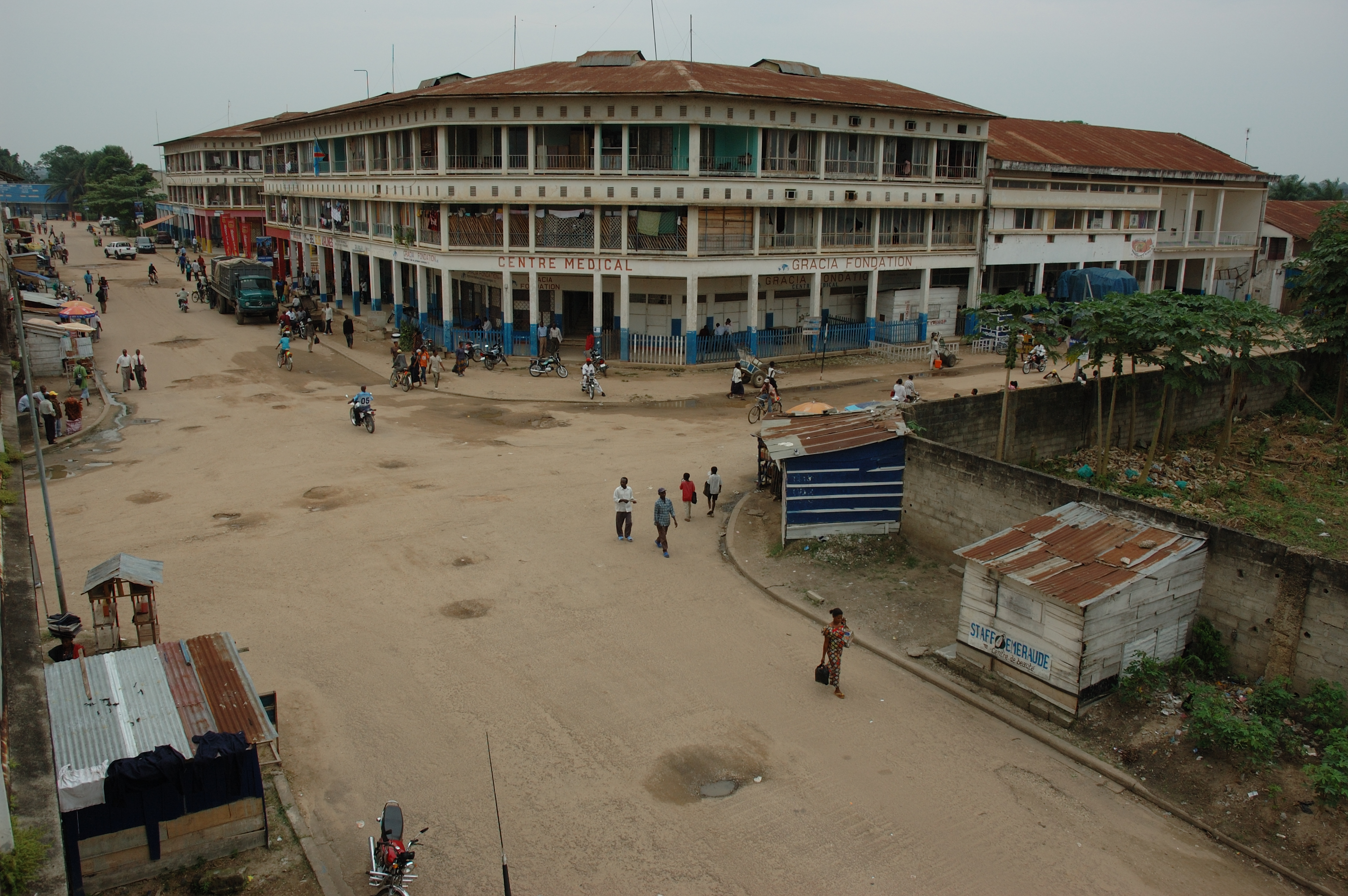
Centro de la ciudad.

Kisangani fue fuertemente influenciado por los inmigrantes de la ciudad. Producciones como las de Barly Baruti y otros han utilizaron canciones en narraciones que a menudo reflejaban temas de esperanza y ambición. Artistas de todos las disciplinas culturales en Kisangani como músicos, actores de teatro, comediantes, diseñadores de moda, operadores culturales, dibujantes, músicos folclóricos, pintores y escultores se reúnen anualmente para los espectáculos culturales de temporada. 
La ciudad es el lugar de nacimiento de los legendario músicos congoleños Abeti Masikini y Koffi Olomide y es el sitio de una escena influyente de nu-rumba. En la década de 1950, la ciudad era un centro de la folklórico africano, soukous y la jazz africana. La ciudad ha sido el centro de la cultura Ndombolo desde la década de 1980s. Una floreciente cultura de la música folklórica produjo Kisangani Blues. 
Kisangani es también la ciudad del famoso coreógrafo y director de escena Faustin Linyekula. Desde 2007, los Estudios Kabako, la organización cultural que fundó en Kinshasa en 2001, se ha reasentado en Kisangani. Allí, los estudios han estado acompañando los debuts de los jóvenes artistas congoleños desde la formación hasta la producción y las giras, en los campos de la danza, el teatro, la música y el video.

#### Turismo

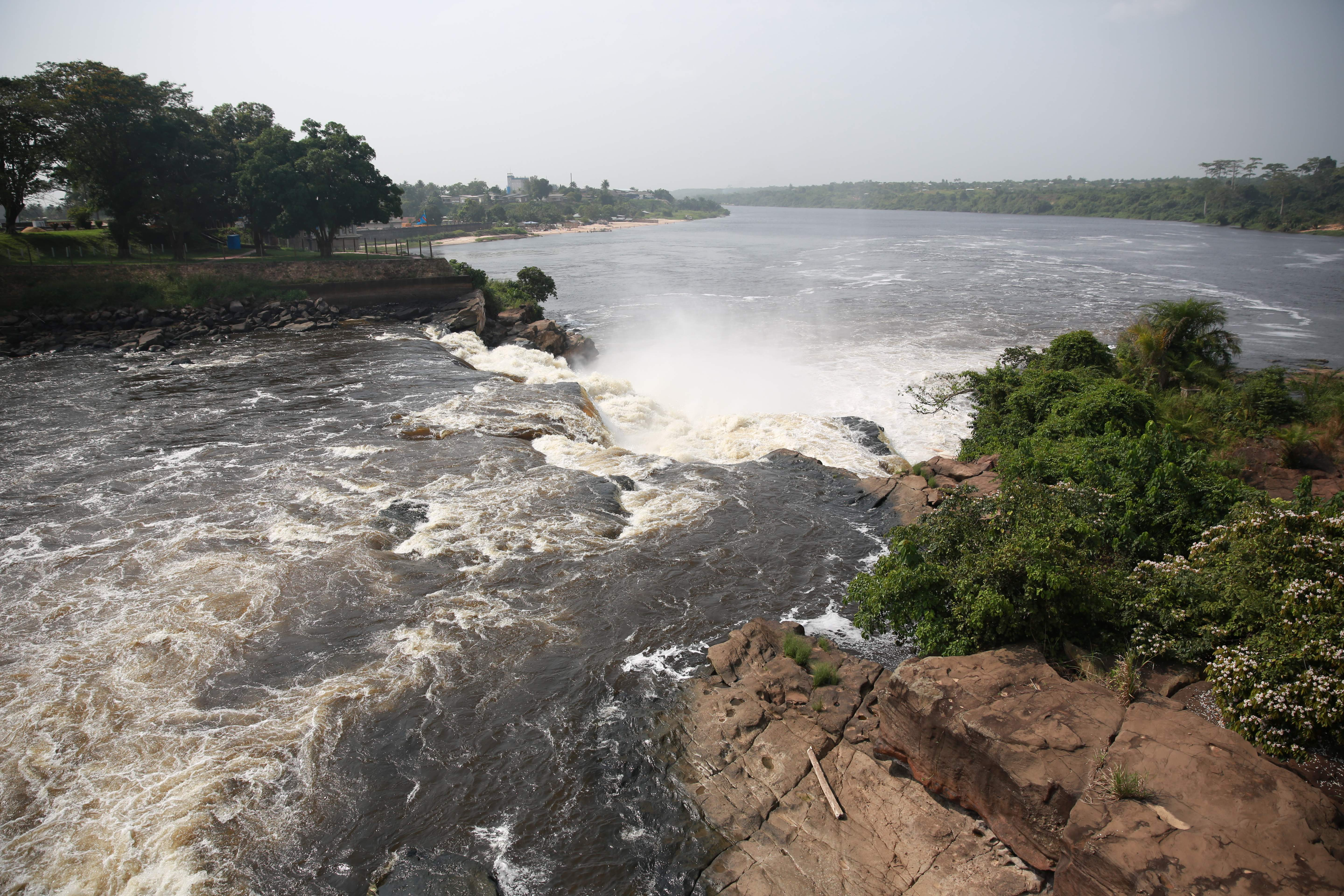
Cascadas del Río Tshopo.

Hacer compras por la avenida de l´Eglise, sus numerosos restaurantes, así como la arquitectura eminente de Kisangani, siguen atrayendo turistas. La ciudad es el tercer destino de convenciones más grande de la Democrática República de Congo. La mayoría de las convenciones se llevan a cabo en el Stadue Lumumba, justo al norte de Stadue du Marche. El histórico ayuntamiento también alberga el centro de información para visitantes de la ciudad, galerías y salas de exposiciones. El edificio de la Alianza Franco-congoleña (AFRACO) que alberga la conferencia gubernamental. 
La variedad de atracciones en Kisangani incluye, jardines botánicos, museos, fábricas, zoológicos, salas de exposición, tiendas minoristas, cervecerías, almacenes, bibliotecas, auditorios y refinerías que hoy en día brindan un legado de interés histórica y arquitectónica, especialmente en el centro de la ciudad.
Rosaire de la catedral de Notre-Dame, el mercado central y la impresionante sede del siglo XIX de todos los principales bancos de Kisangani en 1st Avenue. Kisangani posee un campus de la Universidad Nacional del Congo, que incluye la reconocida Facultad de Medicina, que se hizo famosa por la conspiración del virus de la poliomielitis. Kisangani también mantiene la biblioteca focal de la ciudad en la Universidad de Kisangani. La ciudad posee una extensa colección de artefactos arqueológicos congoleños antiguos y del este de África, en su región arqueológica y etnológica, el Museo Nacional de Kisangani.
Un destino importante incluye el ecosistema forestal de L'Île Mbiye, que forma parte de un programa forestal de conservación y protección denominado Manejo forestal sostenible en África, encabezado por la Universidad de Stellenbosch. L'Île Mbiye es un ecosistema con un bosque denso bien conservado. La isla tiene un área de 1400 ha, y comprende tres tipos de bosque: bosque seco, bosque regularmente inundado y bosque pantanoso. La isla está situada en el río Congo en la parte oriental de Kisangani. Se encuentra aguas arriba de las cataratas de Wagenia.

#### Comunas
- Lubunga
- Makiso
- Mangobo
- Tshopo
- Kabondo
- Kisangani